# Uniwersytet Północnego Madagaskaru
Uniwersytet Północnego Madagaskaru (fr. Université Nord Madagascar, UNM) – malgaski uniwersytet w Antsirananie.

## Historia
Uniwersytet został założony w 1976 roku w ówczesnym mieście Diego Suarez. W 1988 roku Uniwersytet w Antsirananie stał się Regionalnym Ośrodkiem Uniwersyteckim (CUR). Nowy zakład otrzymał autonomię kierowniczą w 1992 r. i zmienił nazwę w 1994 roku na Uniwersytet Północnego Madagaskaru.

## Wydziały
Uniwersytet Północnej Madagaskar składa się z dwóch wydziałów i dwóch szkół:
- Wyższa Szkoła Antsiranana Polytechnic (ESPA),
- Wyższa Szkoła Edukacji Technicznej (ENSET),
- Wydział Nauk (Nauki Fac),
- Wydział Nauk Humanistycznych (Flsh),
- Wyższy Instytut Zarządzania (ISAE)[2].

## Jednostki ogólnouczelniane i międzywydziałowe
- Szkolenia Kierownicze (UFG),
- Regionalne Centrum Technologii Nauczania Języka Angielskiego (Creata).